# WWE Brand Extension
 (septembre 2010).
Si vous disposez d'ouvrages ou d'articles de référence ou si vous connaissez des sites web de qualité traitant du thème abordé ici, merci de compléter l'article en donnant les références utiles à sa vérifiabilité et en les liant à la section « Notes et références ».
La Brand Extension (« Extension de la marque ») de la World Wrestling Entertainment (WWE) est le terme utilisé pour parler de la séparation du personnel de la WWE en deux branches distinctes : Raw et Smackdown, auxquelles la ECW s'est rajoutée de 2007 à 2009.

## Histoire
Après avoir acquis les restes de la World Championship Wrestling (WCW) (le contrat de vente ne portait que sur les droits intellectuels (les marques et surtout les archives vidéo)), son plus gros rival dans les années 1990, en mars 2001, la World Wrestling Federation a lancé le scénario de l'Invasion. Mais ce scénario s'est avéré être un échec car aucun des grands noms de la WCW n'y a participé ainsi qu'à cause de l'échec des négociations entre la fédération de Stamford et la chaîne de télévision TNN dans le but de créer une troisième émission de 2 h en fin d'année 2001. 
Entre la fin 2001 (et la fin du scénario de l'Invasion) et le premier trimestre 2002 plusieurs grands noms de la WCW ont rejoint la WWF (Ric Flair, Hulk Hogan, Kevin Nash, Scott Hall notamment), de ce fait la séparation du personnel de la fédération en deux branches distinctes (Raw et SmackDown!) est envisagé.

## Création de la  Brand Extension original (Mars 2002)

Logo WWF RAW' en 2002.

La première édition historique du draft s'est déroulée le 25 mars 2002 lors d'une édition de RAW au State College de Pennsylvanie. Il s'est déroulé comme un draft normal dans les sports américains, chaque division sélectionnant un catcheur de la WWF chacun son tour.
Il y a cependant des exceptions : Triple H (champion incontesté), Jazz (championne féminine), Chris Jericho (challenger au titre de Triple H), Stephanie McMahon (challenger au titre féminin), et Steve Austin (clause contractuelle) ne pouvaient être draftés. Billy Gunn et Chuck Palumbo (champions par équipe) et le New World Order (à la demande de McMahon) pouvaient eux par contre être choisis tous ensemble.
| WWF SmackDown! (Vince McMahon)     | WWF RAW (Ric Flair)                                   |
| ---------------------------------- | ----------------------------------------------------- |
| The Rock                           | The Undertaker                                        |
| Kurt Angle                         | nWo (New World Order) (Kevin Nash, Scott Hall, X-Pac) |
| Chris Benoit                       | Kane                                                  |
| Hulk Hogan                         | Rob Van Dam                                           |
| Billy Gunn et Chuck Palumbo        | Booker T                                              |
| Edge                               | The Big Show                                          |
| Rikishi                            | Bubba Ray Dudley                                      |
| D-Von Dudley                       | Brock Lesnar                                          |
| Mark Henry                         | William Regal                                         |
| Maven                              | Lita                                                  |
| Billy Kidman                       | Bradshaw                                              |
| Tajiri                             | Steven Richards                                       |
| Chris Jericho                      | Matt Hardy                                            |
| Ivory                              | Raven                                                 |
| Albert                             | Jeff Hardy                                            |
| The Hurricane                      | Mr. Perfect                                           |
| Al Snow                            | Spike Dudley                                          |
| Lance Storm                        | D'Lo Brown                                            |
| Diamond Dallas Page                | Shawn Stasiak                                         |
| Torrie Wilson                      | Terri                                                 |
| Scotty 2 Hotty                     | Jacqueline                                            |
| Stacy Keibler                      | Goldust                                               |
| Christian                          | Trish Stratus                                         |
| Test                               | Justin Credible                                       |
| Faarooq                            | Big Boss Man                                          |
| Tazz                               | Tommy Dreamer                                         |
| Hardcore Holly                     | Crash Holly                                           |
| Val Venis                          | Molly Holly                                           |
| Perry Saturn                       | Stone Cold Steve Austin                               |
| Triple H (WWE Undisputed Champion) |                                                       |

## Drafts (2004-2011)
La WWE Draft Lottery, aussi connu comme la WWE Draft, est le moyen utilisé pour séparer le personnel en deux vestiaires ou rosters distinct et ainsi faire une séparation entre Raw et Smackdown!. 
La draft était pour la première fois utilisée pendant la brand extension en 2002, mais était officiellement créé en 2004. 
Certaines draft ont une particularité : 
1. 2004, unique édition où c'était un tirage au sort par papier,
2. 2005 c'est la seule draft qui ne se déroule pas sur un épisode de Raw, elle a pris place dans les émissions RAW et SmackDown! de manière conjointe.
3. En 2003 et en 2006 il n'y a pas eu de draft.

En 2006, la ECW est devenue la 3e division de la WWE et s'est vu accorder le droit de choisir deux catcheurs RAW et SmackDown! via une draft d'expension.
En 2007 s'est déroulée la première draft de l'histoire comprenant trois divisions (SmackDown!, RAW, et la ECW). 
En 2009 il y a eu deux drafts supplémentaires. 
À la suite de la fermeture de la ECW en 2009,  les éditions de 2010 et 2011 se sont déroulées comme à ses débuts avec Raw et Smackdown.

### Mars 2004

Logo de WWE SmackDown! de 2004 à 2007

Logo WWE RAW de 2004 à 2006

Voulant un peu de changement, Vince McMahon annonçait qu'un second draft allait se dérouler à RAW le 22 mars 2004 à Detroit. Dans ce draft, chaque manager général a le droit à six choix au hasard, tirés au sort. Tout le monde était inclus dans le draft, notamment les arbitres, les commentateurs, les managers généraux et même les champions en titre. 
| RAW (Eric Bischoff) | SmackDown! (Paul Heyman)              |
| ------------------- | ------------------------------------- |
| Shelton Benjamin    | René Duprée                           |
| Nidia               | Mark Jindrak                          |
| Rhyno               | Triple H                              |
| Tajiri              | Rob Van Dam (World Tag Team Champion) |
| Edge                | Theodore Long                         |
| Paul Heyman         | Spike Dudley                          |

Paul Heyman a tout de suite démissionné après avoir été transféré à RAW.

Le Draft d'échange entre les GM 23 mars
| RAW (Eric Bischoff) | SmackDown! (Kurt Angle)            |
| ------------------- | ---------------------------------- |
| Triple H            | Booker T (World Tag Team Champion) |
| A-Train             | Dudley Boyz                        |
| Chuck Palumbo       | rico                               |
|                     | Miss Jackie                        |

### Juin 2005
Une autre draft lottery était annoncée en 2005. Au lieu de se dérouler au cours d'une soirée, Ce fus l'unique draft qui prenez prendre place dans les émissions de RAW et SmackDown! et qui a eu la durée la plus longue du 6 juin au 30 juin.
| RAW (Eric Bischoff)                   | SmackDown! (Theodore Long)                                  |
| ------------------------------------- | ----------------------------------------------------------- |
| John Cena (WWE Champion) (6 juin)     | Chris Benoit (9 juin)                                       |
| Kurt Angle (13 juin)-(s)              | Randy Orton (16 juin)                                       |
| Carlito (20 juin)                     | Muhammad Hassan et Daivari (23 juin)                        |
| The Big Show et Rob Van Dam (27 juin) | Christian et Batista (World Heavyweight Champion) (30 juin) |

### Juin 2006
En 2006 il n'y a pas eu de Drafts traditionnels à la suite de la création de la nouvelle division de la ECW, son représentant Paul Heyman s'est vu accorder le droit de choisir deux catcheurs RAW et SmackDown! et Randy Orton à la suite de son retour de blessure et d'un accord entre Theodore Long et Vince McMahon il a quitté Smackdown! pour RAW .

Logo de la ECW en 2006 et 2007.

| ECW (Paul Heyman)  | RAW (Vince McMahon ) |
| ------------------ | -------------------- |
| Rob Van Dam (RAW)  | Randy Orton (SD!)    |
| Kurt Angle (SD!)   |                      |
| The Big Show (RAW) |                      |
| Tazz (SD!)         |                      |

### Juin 2007

Logo de RAW de 2007 a 2011

Lors de l'édition de RAW du 28 mai 2007, Shane McMahon annonçait qu'il y aurait une nouvelle Draft Lottery le 11 juin 2007 dans une édition spéciale de trois heures de RAW. Pour la première fois dans l'histoire de la WWE, la Draft Lottery concernait les trois divisions. Un draft supplémentaire va se dérouler sur WWE.com le 17 juin.
Des superstars des trois divisions entraient en compétition dans une série de matchs interpromotionnels. Le vainqueur de chaque match remportait pour sa division un choix de draft au hasard[pas clair]. 
| RAW (Jonathan Coachman intérim GM) | SmackDown! (Theodore Long) | ECW (Vince McMahon intérim GM) |
| ---------------------------------- | -------------------------- | ------------------------------ |
| King Booker et Queen Sharmell      | The Great Khali            | The Boogeyman                  |
| Bobby Lashley (ECW World Champion) | Torrie Wilson              | Chris Benoit                   |
| Snitsky                            | Chris Masters              |                                |
| Mr. Kennedy                        | Ric Flair                  |                                |

Draft supplémentaire du 17 juin
| RAW (Jonathan Coachman Intérim GM) | SmackDown! (Theodore Long) | ECW (Vince McMahon intérim GM) |
| ---------------------------------- | -------------------------- | ------------------------------ |
| Paul London et Brian Kendrick      | Kenny Dykstra              | Viscera                        |
| The Sandman                        | Hardcore Holly*            | The Miz                        |
| Daivari                            | Curt Hawkins et Zack Ryder | Johnny Nitro                   |
| William Regal                      | Victoria                   |                                |
| Jillian Hall                       | Eugene                     |                                |

- *Hardcore Holly est passé à RAW quelques mois après le draft

### Juin 2008
Ce draft 2008 s'est déroulé le 23 juin dans une édition spéciale RAW de trois heures.

Logo de SmackDown en 2008.

Logo de la ECW de 2008 a 2009

| RAW (Vince McMahon)           | WWE SmackDown (Vickie Guerrero) | ECW (Theodore Long)                         |
| ----------------------------- | ------------------------------- | ------------------------------------------- |
| Rey Mysterio (s)              | Jeff Hardy (r)                  | Matt Hardy (WWE United States Champion) (s) |
| Michael Cole (s)              | Jim Ross (r)                    |                                             |
| C.M. Punk (e)                 | Umaga (r)                       |                                             |
| Batista (s)                   | Mr. Kennedy (r)                 |                                             |
| Kane (ECW World Champion) (e) | Triple H (WWE Champion) (r)     |                                             |

Draft supplémentaire du 25 juin
| RAW (position vacant GM) | WWE SmackDown (Vickie Guerrero) | ECW (Theodore Long) |
| ------------------------ | ------------------------------- | ------------------- |
| Jamie Noble (s)          | Trevor Murdoch (r)              | Mark Henry (s)      |
| Deuce (s)                | Big Daddy V (e)                 | Hornswoggle (s)     |
| Chuck Palumbo (s)        | DH Smith (r)                    | Super Crazy (s)     |
| Matt Striker (e)         | The Brian Kendrick (r)          | Finlay (s)          |
| Layla (e)                | Maria (r)                       |                     |
| Kofi Kingston (e)        | Shelton Benjamin (e)            |                     |
| Kelly Kelly (e)          | Carlito (r)                     |                     |

(*) ancienne division

### Avril 2009
Le draft de 2009 s'est déroulé le 13 avril 2009, 8 jours après Wrestlemania XXV.
et dernier a participation de la ECW. 
| RAW (Vickie Guerrero)                   | WWE SmackDown (Theodore Long)                    | ECW (Tiffany)       |
| --------------------------------------- | ------------------------------------------------ | ------------------- |
| M.V.P. (WWE United States Champion) (s) | Melina (WWE Women's Champion) (r)                | Vladimir Kozlov (s) |
| Big Show (s)                            | C.M. Punk (r)                                    |                     |
| Matt Hardy (s)                          | Kane (r)                                         |                     |
| Triple H (WWE Champion) (s)             | Chris Jericho (r)                                |                     |
| The Miz (e)                             | Rey Mysterio (WWE Intercontinental Champion) (r) |                     |
| Maryse (WWE Divas Champion) (s)         |                                                  |                     |

Logo de SmackDown en 2009

Il y a eu 12 repêchages dans le Raw du 13 avril 2009.
Draft supplémentaire du 15 avril
| RAW (Vickie Guerrero)  | WWE SmackDown (Theodore Long) | ECW (Tiffany)       |
| ---------------------- | ----------------------------- | ------------------- |
| Mr. Kennedy (s)        | Shad Gaspard (r)              | Ezekiel Jackson (s) |
| Primo (s)              | Alicia Fox (e)                | Zack Ryder (s)      |
| Nikki Bella (s)        | Mike Knox (r)                 | DH Smith (s)        |
| Chavo Guerrero (s)     | Candice (r)                   | Natalya (s)         |
| Hornswoggle (e)        | Ricky Ortiz (e)               | Hurricane Helms (s) |
| Carlito (s)            | Layla (r)                     |                     |
| Festus (s)             | Johnny Morrison (e)           |                     |
| The Brian Kendrick (s) | JTG (r)                       |                     |
| Brie Bella (s)         | Dolph Ziggler (r)             |                     |
|                        | Charlie Haas (r)              |                     |

Il y a eu 24 repêchages dans ce draft supplémentaire.
Draft supplémentaire du 23 juin
| RAW (Vince McMahon) | WWE SmackDown (Theodore Long) | ECW (Tiffany)        |
| ------------------- | ----------------------------- | -------------------- |
| Alicia Fox (s)      | Matt Hardy (r)                | Shelton Benjamin (s) |
| Gail Kim (s)        | Finlay (e)                    | Goldust (r)          |
| Evan Bourne (e)     | Tyson Kidd (e)                | William Regal (r)    |
| Mark Henry (e)      | DH Smith (e)                  | Brie Bella (r)       |
| Jack Swagger (e)    | Natalya (e)                   | Nikki Bella (r)      |

Il y a eu 15 repêchages dans ce draft supplémentaire.

### Avril 2010

Logo de Smackdown en 2010.

- Le draft de 2010 s'est déroulé le 26 avril 2010 c'est le premier Draft  depuis la fermeture de la ECW,
- C'est le premier draft sans Shawn Michaels qui a pris sa retraite un mois auparavant. Shawn Michaels est l'unique superstar qui est restée à RAW durant toute sa carrière.

| RAW (Vince McMahon) | WWE SmackDown (Theodore Long) |
| ------------------- | ----------------------------- |
| Chris Jericho       | Kelly Kelly                   |
| John Morrison       | The Big Show                  |
| R-Truth             | Kofi Kingston                 |
| Edge                | Christian                     |

Draft supplémentaire du 27 avril 2010
| RAW (Vince McMahon)                           | WWE SmackDown (Theodore Long) |
| --------------------------------------------- | ----------------------------- |
| The Great Khali (et Ranjin Singh son manager) | Chavo Guerrero                |
| Natalya                                       | Cody Rhodes                   |
| Ezekiel Jackson                               | Chris Masters                 |
| Goldust                                       | Hornswoggle                   |
| David Hart Smith                              | Rosa Mendes                   |
| Tyson Kidd                                    | MVP                           |

### Avril 2011

Logo de SmackDown en 2011.

Le draft de 2011 s'est déroulé le 25 avril 2011. le draft supplémentaire s'est déroulé le lendemain par internet.
| RAW (Hornswoggle) | WWE SmackDown (Theodore Long) |
| ----------------- | ----------------------------- |
| Rey Mysterio      | John Cena*                    |
| Big Show          | Randy Orton                   |
| Alberto Del Rio   | Mark Henry                    |
| John Cena         | Sin Cara                      |

- John Cena a été drafté à SmackDown dans un premier temps grâce à la victoire de la bataille royale du début de soirée, mais a été une nouvelle fois drafté à Raw grâce à la victoire du main event.

Draft supplémentaire du 26 avril 2011
| RAW (Hornswoggle) | WWE SmackDown (Theodore Long)        |
| ----------------- | ------------------------------------ |
| Jack Swagger      | Daniel Bryan                         |
| Kelly Kelly       | The Great Khali                      |
| JTG               | Jimmy Uso                            |
| Drew McIntyre     | Alicia Fox                           |
| Curt Hawkins      | William Regal                        |
| Chris Masters     | Yoshi Tatsu                          |
| Kofi Kingston     | Natalya                              |
| Tyler Reks        | Jey Uso                              |
| Beth Phoenix      | Ted DiBiase                          |
|                   | Tyson Kidd                           |
|                   | Tamina                               |
|                   | Alex Riley                           |
|                   | Sheamus (WWE United States Champion) |

## Retour de la  Brand Extension (Juillet 2016 )

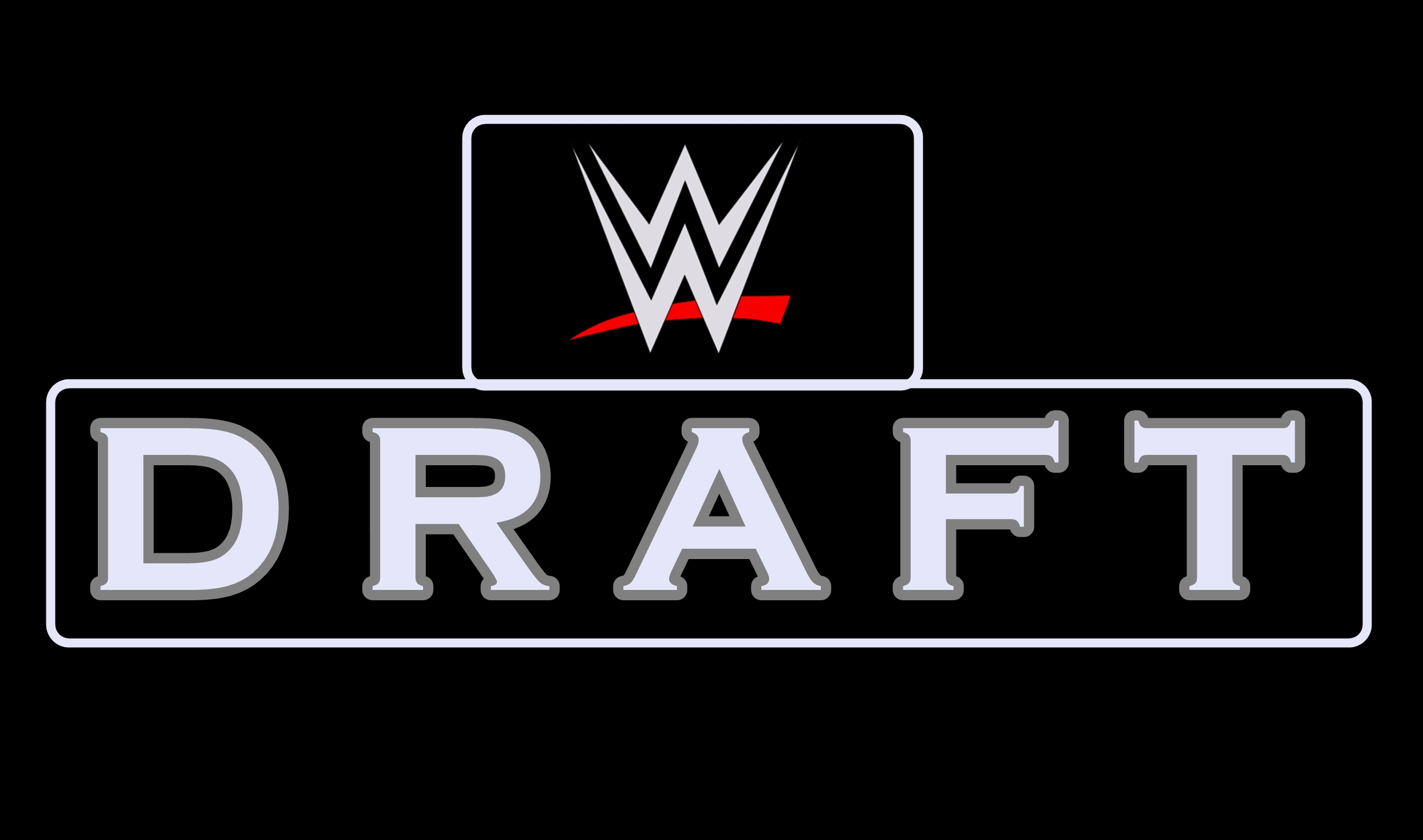
Logo du Draft depuis (2016).

Logo de RAW le 19 juillet 2016.

Logo de SmackDown le 19 juillet 2016.

Ce draft a eu lieu le 19 juillet 2016 lors du premier épisode de Smackdown se déroulant en direct sur USA Network, ce qui marque le retour de la Brand Extension après 5 ans de pause.
- C'est le premier draft à se dérouler à Smackdown, celui-ci se déroulant auparavant à Raw.
- Tout comme en 2002 lors du premier draft, seuls les catcheurs et les catcheuses seront sélectionnables. Sont exclus les General Manager, les commissionnaires, les commentateurs et les annonceurs de ring, ainsi que certains catcheurs blessés ou occasionnels[6].

| RAW (Mick Foley)                                                         | WWE SmackDown (Daniel Bryan)                     |
| ------------------------------------------------------------------------ | ------------------------------------------------ |
| Seth Rollins                                                             | Dean Ambrose WWE Champion                        |
| Charlotte WWE Women's Champion                                           | AJ Styles                                        |
| Finn Bálor (NXT)                                                         | John Cena                                        |
| Roman Reigns                                                             | Randy Orton                                      |
| Brock Lesnar                                                             | Bray Wyatt                                       |
| The New Day (Big E, Kofi Kingston & Xavier Woods) WWE Tag Team Champions | Becky Lynch                                      |
| Sami Zayn                                                                | The Miz avec Maryse Intercontinental Champion    |
| Sasha Banks                                                              | Baron Corbin                                     |
| Chris Jericho                                                            | American Alpha (Chad Gable & Jason Jordan) (NXT) |
| Rusev avec Lana United States Champion                                   | Dolph Ziggler                                    |
| Kevin Owens                                                              | Natalya                                          |
| Enzo et Cass (Enzo Amore & Colin Cassady)                                | Alberto Del Rio                                  |
| Karl Anderson & Luke Gallows                                             | Alexa Bliss (NXT)                                |
| Big Show                                                                 |                                                  |
| Nia Jax (NXT)                                                            |                                                  |
| Neville                                                                  |                                                  |
| Cesaro                                                                   |                                                  |
| Sheamus                                                                  |                                                  |

Draft supplémentaire du 19 juillet 2016
Le draft supplémentaire s'est déroulé juste après Smackdown sur le WWE Network.
| RAW (Mick Foley)                                  | WWE SmackDown (Daniel Bryan)                    |
| ------------------------------------------------- | ----------------------------------------------- |
| The Golden Truth (Goldust & R-Truth)              | The Usos (Jey Uso & Jimmy Uso)                  |
| Titus O'Neil                                      | Kane                                            |
| Paige                                             | Kalisto                                         |
| Darren Young avec Bob Backlund                    | Naomi                                           |
| Sin Cara                                          | The Ascension (Konnor & Viktor)                 |
| Jack Swagger                                      | Zack Ryder                                      |
| The Dudley Boyz (Bubba Ray Dudley & D-Von Dudley) | Apollo Crews                                    |
| Summer Rae                                        | Alexa Bliss (NXT)                               |
| Mark Henry                                        | Breezango (Fandango & Tyler Breeze)             |
| Braun Strowman                                    | Eva Marie                                       |
| Bo Dallas                                         | The Vaudevillains (Aiden English & Simon Gotch) |
| The Shining Stars (Epico & Primo)                 | Erick Rowan                                     |
| Alicia Fox                                        | Mojo Rawley (NXT)                               |
| Dana Brooke                                       | Carmella (NXT)                                  |
| Curtis Axel                                       | Heath Slater et Rhyno                           |
|                                                   | Luke Harper                                     |
|                                                   | James Ellsworth                                 |

## Superstar Shake UP (2017-2019)

### Avril 2017
Ces échanges ont eu lieu le 10 avril 2017 à WWE Raw. Lors de l'épisode de WWE Raw du 2 avril 2017, le propriétaire de la WWE, Vince McMahon as annoncé que la semaine prochaine il y aura des échanges entre RAW Et SmackDown . Dans la même nuit, il annonce le nouveau général Manager de WWE RAW, Kurt Angle.
| RAW (Kurt Angle)                             | SmackDown (Daniel Bryan)                          |
| -------------------------------------------- | ------------------------------------------------- |
| Apollo Crews                                 | Kevin Owens (WWE United States Champion)          |
| Dean Ambrose (WWE Intercontinental Champion) | Sami Zayn                                         |
| The Miz avec Maryse                          | The Shining Stars (Epico & Primo)                 |
| Curt Hawkins                                 | Jinder Mahal                                      |
| Bray Wyatt                                   | Tamina Snuka                                      |
| Kalisto                                      | Charlotte Flair                                   |
| Heath Slater & Rhyno                         | Sin Cara                                          |
| Elias Samson                                 | Rusev                                             |
| Alexa Bliss                                  | Lana                                              |
| Mickie James                                 | The New Day (Big E, Kofi Kingston & Xavier Woods) |
| David Otunga                                 | Byron Saxton                                      |

### Avril 2018
Ce draft a eu lieu le 16 avril 2018. Le 10 avril 2018 à SmackDown Live, Shane McMahon annonce la nouvelle général manager de SmackDown Live, Paige
| Raw (Kurt Angle)                                        | SmackDown (Paige)                                    |
| ------------------------------------------------------- | ---------------------------------------------------- |
| Jinder Mahal (avec Sunil Singh)                         | Jeff Hardy (United States Champion)                  |
| The Riott Squad (Ruby Riott, Liv Morgan et Sarah Logan) | Absolution (Mandy Rose & Sonya Deville)              |
| Kevin Owens & Sami Zayn                                 | The Miz                                              |
| Zack Ryder                                              | Samoa Joe                                            |
| Breezango (Fandango & Tyler Breeze)                     | SAnitY (Eric Young, Alexander Wolfe et Killian Dain) |
| Natalya                                                 | Big Cass                                             |
| Mojo Rawley                                             | Asuka                                                |
| Dolph Ziggler                                           | Luke Gallows et Anderson                             |
| Drew McIntyre                                           | Cesaro et Sheamus                                    |
| Baron Corbin                                            | R-Truth                                              |
| Mike Kanellis                                           | Andrade "Cien" Almas (avec Zelina Vega)              |
| The Ascension (Konnor & Viktor)                         |                                                      |
| Bobby Roode                                             |                                                      |
| Chad Gable                                              |                                                      |

### Avril 2019
Ce draft a eu lieu le 15 et 16 avril 2019. 
| Raw (Stephanie McMahon)         | SmackDown (Shane McMahon)              |
| ------------------------------- | -------------------------------------- |
| The Miz & Maryse                | Finn Bálor (Intercontinental Champion) |
| Andrade                         | Ember Moon                             |
| Ricochet (NXT)                  | Bayley                                 |
| Aleister Black (NXT)            | Kairi Sane (NXT)                       |
| The Viking Experience (NXT)     | Lars Sullivan (RAW)                    |
| Rey Mysterio                    | Elias                                  |
| The Usos                        | Buddy Murphy (205 Live)                |
| Naomi                           | Roman Reigns                           |
| Zelina Vega                     | Liv Morgan                             |
| Eric Young                      | Chad Gable                             |
| EC3 (NXT)                       | Apollo Crews                           |
| Cedric Alexander (205 Live)     | Mickie James                           |
| Lacey Evans (NXT)               | Heavy Machinery (Otis et Tucker) (NXT) |
| AJ Styles                       |                                        |
| Lars Sullivan (NXT et puis RAW) |                                        |

- À la suite de ce Superstar Shake Up, d'autres modifications seront apportés. En effet, Andrade, Zelina Vega, Aleister Black et Jinder Mahal rejoindront SmackDown Live la semaine suivante. Cesaro et Samoa Joe effectuerons le chemin inverse en prenant la direction de Raw.

## Drafts (depuis 2019)

### Octobre 2019
Ce draft a eu lieu les 11 et 14 octobre 2019. 
| Raw                                                                                   | SmackDown                                                             |
| ------------------------------------------------------------------------------------- | --------------------------------------------------------------------- |
| Becky Lynch Raw Women's Champion                                                      | Roman Reigns                                                          |
| The O.C. (AJ Styles, Luke Gallows & Karl Anderson) United States Champion (AJ Styles) | "The Fiend" Bray Wyatt                                                |
| Drew McIntyre                                                                         | Sasha Banks                                                           |
| Randy Orton                                                                           | Braun Strowman                                                        |
| Ricochet                                                                              | Lacey Evans                                                           |
| Bobby Lashley                                                                         | The Revival (Dash Wilder & Scott Dawson) SmackDown Tag Team Champions |
| Alexa Bliss                                                                           | Lucha House Party                                                     |
| Kevin Owens                                                                           | Heavy Machinery (Otis & Tucker)                                       |
| Natalya                                                                               | Brock Lesnar & Paul Heyman WWE Champion                               |
| The Viking Raiders                                                                    | The New Day (Big E, Kofi Kingston & Xavier Woods)                     |
| Nikki Cross                                                                           | Daniel Bryan                                                          |
| The Street Profits (Angelo Dawkins & Montez Ford)                                     | Bayley SmackDown Women's Champion                                     |
| Seth Rollins Universal Champion                                                       | Shinsuke Nakamura & Sami Zayn Intercontinental Champion (Nakamura)    |
| Charlotte Flair                                                                       | Ali                                                                   |
| Andrade & Zelina Vega                                                                 | Dolph Ziggler & Robert Roode                                          |
| The Kabuki Warriors (Asuka & Kairi Sane) Women's Tag Team Champions                   | Carmella                                                              |
| Rusev                                                                                 | The Miz                                                               |
| Aleister Black                                                                        | King Corbin                                                           |
| Cedric Alexander                                                                      | Shorty Gable                                                          |
| Humberto Carrillo                                                                     | Elias                                                                 |
| Erick Rowan                                                                           |                                                                       |
| Buddy Murphy                                                                          |                                                                       |
| Jinder Mahal                                                                          |                                                                       |
| R-Truth 24/7 Champion                                                                 |                                                                       |
| Samoa Joe                                                                             |                                                                       |
| Akira Tozawa                                                                          |                                                                       |
| Shelton Benjamin                                                                      |                                                                       |
| Rey Mysterio                                                                          |                                                                       |
| Titus O'Neil                                                                          |                                                                       |
| Liv Morgan                                                                            |                                                                       |

La Draft supplémentaire s'est déroulé les 13 et 16 octobre 2019.
| Raw                                      | SmackDown                            |
| ---------------------------------------- | ------------------------------------ |
| EC3                                      | Apollo Crew                          |
| Eric Young                               | The B-Team (Bo Dallas & Curtis Axel) |
| Sin Cara                                 | Drew Gulak                           |
| Curt Hawkins & Zack Ryder                | Heath Slater                         |
| The IIconics (Peyton Royce & Billie Kay) | Tamina                               |
| Mojo Rawley                              | Cesaro                               |
| No Way Jose                              | Dana Brooke                          |
| Sarah Logan                              | Drake Maverick                       |
|                                          | Mandy Rose & Sonya Deville           |
|                                          | Luke Harper                          |

### Octobre 2020
Ce draft a eu lieu les 9 et 12 octobre 2020. 
| Raw | SmackDown                                 |
| --- | ----------------------------------------- |
| Drew McIntyre WWE Champion                                                                                         | Roman Reigns Universal Champion           |
| Asuka Raw Women's Champion                                                                                         | Seth Rollins                              |
| The Hurt Business (MVP, Bobby Lashley, Shelton Benjamin & Cedric Alexander) United States Champion (Bobby Lashley) | Sasha Banks                               |
| AJ Styles | Bianca Belair                             |
| Naomi | Jey Uso                                   |
| Shayna Baszler & Nia Jax Women's Tag Team Champions                                                                | Rey Mysterio & Dominik Mysterio           |
| Ricochet | Big E                                     |
| Mandy Rose | Otis                                      |
| John Morrison & The Miz                                                                                            | Bayley SmackDown Women's Champion         |
| The New Day (Kofi Kingston & Xavier Woods) SmackDown Tag Team Champions                                            | The Street Profits Raw Tag Team Champions |
| Dana Brooke | Daniel Bryan                              |
| Angel Garza | Kevin Owens                               |
| "The Fiend" Bray Wyatt                                                                                             | Lars Sullivan                             |
| Randy Orton | King Corbin                               |
| Charlotte Flair | Sami Zayn Intercontinental Champion       |
| Braun Strowman | Cesaro & Shinsuke Nakamura                |
| Matt Riddle | Dolph Ziggler & Robert Roode              |
| Jeff Hardy | Apollo Crews                              |
| RETRIBUTION (Mustafa Ali, T-Bar, Mace, Slapjack & Reckoning)                                                       | Carmella                                  |
| Keith Lee | Aleister Black                            |
| Alexa Bliss |                                           |
| Elias |                                           |
| Lacey Evans |                                           |
| Sheamus |                                           |
| Nikki Cross |                                           |
| R-Truth 24/7 Champion                                                                                              |                                           |
| Dabba-Kato |                                           |
| Titus O'Neil |                                           |
| Peyton Royce |                                           |
| Akira Tozawa |                                           |

Draft supplémentaire. 
| Raw               | SmackDown                                 |
| ----------------- | ----------------------------------------- |
| Humberto Carrillo | Murphy                                    |
| Drew Gulak        | Kalisto                                   |
| Tucker            | Natalya                                   |
| Lana              | The Riott Squad (Ruby Riott & Liv Morgan) |
| Riddick Moss      |                                           |
| Arturo Ruas (NXT) |                                           |

## Compétition interdivisions
La compétition directe entre les divisions est à l'origine gardée à un minimum. La seule fois que des catcheurs des deux divisions s'affrontent est pendant les pay per view. En 2003, la majeure partie des PPV devient exclusif à une division, laissant les PPV du « big four » (WrestleMania, SummerSlam, Survivor Series et le Royal Rumble) comme étant les seuls shows à plusieurs divisions. Les matchs interdivisions étaient donc rares. Beaucoup de ces matchs étaient partie intégrante de la rivalité SmackDown! vs RAW.
Plus tard en 2005, les matchs entre catcheurs de divisions différentes commencent à devenir plus communs. Les MNM et les Hardys se sont pour exemple affrontés malgré le fait que ces équipes étaient séparées. Le retour du Saturday Night's Main Event sur NBC a aussi donné lieu à plus d'interaction entre les différentes promotions.  
À partir d'avril 2007 avec Backlash, tous les PPV comprennent désormais toutes les divisions, comme ce fut le cas auparavant en 2002.

## L'impact des pay-per-views
La séparation du personnel de la WWE en deux divisions a également engendré une division des pay per view, et ce à partir de WWE Bad Blood en juin 2003. L'idée originale était que les PPV « majeurs » (Royal Rumble, SummerSlam, Survivor Series et WrestleMania) seraient les seuls évènements où des catcheurs de divisions différentes pourraient s'affronter, et plus particulièrement pour le Royal Rumble. Du coup, des catcheurs apparaissaient seulement dans deux tiers des shows dans une année, ce qui est moins comparé à la période précédente le Brand Extension. Donc avec ce système de PPV exclusifs à une division, la WWE devait en ajouter plus, comme Taboo Tuesday ou encore The Great American Bash.
Ce système a finalement été abandonné, pour laisser place à un autre pay-per-view, WWE Bragging Rights, où deux équipes de sept catcheurs issus de chaque branche s'affrontent. Après deux éditions en 2009 et 2010, celui-ci est aussi annulé.
Depuis la deuxième Brand Extension de 2016, chaque branche organise un pay-per-view exclusif par mois (donc 2 par mois au total) mais continue de partager les "Big Four" (Royal Rumble, Summerslam, Survivor Series et Wrestlemania)

## Impact sur les championnats

### Draft de championnats
Au départ, les titres mondiaux, qu'ils soient masculin ou féminin, étaient accessibles aux catcheurs des deux divisions. Les autres championnats sont quant à eux répartis entre les différentes promotions (Smackdown ou Raw). Avec tous ces titres devenant exclusifs, beaucoup de catcheurs sont laissés pour compte sans occasions pour un titre quelconque. 
Ce problème est corrigé en 2002 et en 2003. L'Undisputed Championship part à SmackDown! (et est renommé en WWE Championship) alors que RAW recrée le World Heavyweight Championship qui était le titre principal de la WCW. SmackDown! crée son Tag Team Championship et fait revivre le United States Championship, tandis que RAW devient la division exclusive pour le Women's Championship. Finalement, chaque division se retrouve avec quatre championnats dont un titre mondial.
Si un champion change de division, à la suite d'une fin de contrat ou un transfert, le titre vient avec lui ou elle. Ceci est déjà arrivé à de nombreuses reprises sauf en 2007 où Bobby Lashley était à ce moment ECW Champion dans la division ECW et il s'est vu retirer le titre après son transfert à RAW. Ce retrait de ceinture ne s'est pas fait en 2008 à la suite du draft de trois  champions : Matt Hardy est passé à ECW avec l'U.S. Championship, Kane est passé à RAW avec l'ECW Championship et Triple H est passé à SmackDown! avec le WWE Championship. Mais le WWE World Heavyweight Championship est parti à RAW grâce au Mr. Money in the bank CM Punk. Matt Hardy perd son titre contre Shelton Benjamin et Mark Henry gagne le titre ECW contre Kane et le Big Show. En 2009, l'Intercontinental Championship et l'US Championship changent de brand (RAW avec le titre US, SD! avec le titre IC), de même pour les titres féminins. Mais il y a alors deux titres mondiaux à RAW, Edge bat donc John Cena à Backlash 2009 pour ramener le World Heavyweight Championship à SD!.

### Unification de championnats
Il existe aussi des unifications de championnat tels que les Tag Teams Championships de RAW et SmackDown lors de WrestleMania XXV par The Colóns. Après cela, tous les catcheurs de n'importe quelle division peuvent tenter le titre, même des équipes avec des catcheurs séparés (l'un à RAW, l'autre à SmackDown), c'est ce qu'ont fait Chris Jericho et le Big Show. De même, lors de Night of Champions 2010, les deux titres féminins (WWE Women's Championship et WWE Divas Championship) sont réunis en un seul : le WWE Unified Divas Championship. C'est Michelle McCool qui l'emporte, grâce à l'aide de sa coéquipière Layla, aux dépens de Melina (qui était alors championne des divas en titre).